# بيتزا أرجنتينية
تعد البيتزا الأرجنتينية من الركائز الأساسية لمطبخ البلاد، وخاصة في عاصمتها بوينس آيرس، حيث تعتبر تراثًا ثقافيًا ورمزًا للمدينة. الأرجنتين هي الدولة التي تضم أكبر عدد من مطاعم البيتزا لكل فرد في العالم، وعلى الرغم من استهلاكها في جميع أنحاء البلاد، فإن أعلى تركيز لمطاعم البيتزا والعملاء هو بوينس آيرس، المدينة التي لديها أعلى استهلاك للبيتزا في العالم (تقدر في عام 2015 بنحو 14 مليون بيتزا سنويًا). وعلى هذا النحو، تعتبر المدينة واحدة من عواصم البيتزا في العالم.
قدمت البيتزا إلى بوينس آيرس في أواخر القرن التاسع عشر مع الهجرة الإيطالية الضخمة، كجزء من موجة الهجرة الأوروبية الكبرى الأوسع إلى البلاد. وهكذا، في نفس الوقت تقريبًا الذي اخترعت فيه بيتزا مارغيريتا الشهيرة في إيطاليا، كانت البيتزا تُطهى بالفعل في العاصمة الأرجنتينية. قام المهاجرون الإيطاليون الفقراء الذين وصلوا إلى المدينة بتحويل الطبق المتواضع في الأصل إلى وجبة أكثر ضخامة، بدافع من وفرة الطعام في الأرجنتين. في ثلاثينيات القرن العشرين، ترسخت البيتزا كرمز ثقافي في بوينس آيرس، حيث أصبحت مطاعم البيتزا الجديدة مساحة مركزية للتواصل الاجتماعي لأفراد الطبقة العاملة الذين توافدوا إلى المدينة.
من العادات النموذجية تناول البيتزا مع الفاينا، وهي فطيرة مصنوعة من دقيق الحمص.

## الخصائص والمتغيرات

### الأنماط التقليدية للبيتزا

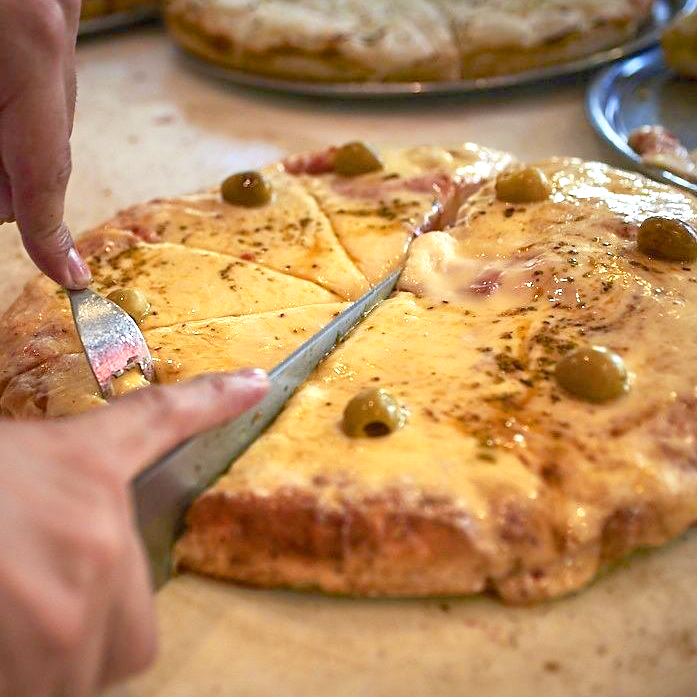
بيتزا تقليدية على طريقة المولدي في بوينس آيرس، تتميز بقشرتها السميكة والخبزية وكمية كبيرة من جبن الموزاريلا

النمط الأكثر تميزًا للبيتزا الأرجنتينية - والذي تتخصص فيه جميع مطاعم البيتزا الكلاسيكية في بوينس آيرس تقريبًا - هو ما يسمى بالبيتزا آل مولدي (كلمة إسبانية تعني «بيتزا في المقلاة»)، والتي تتميز بوجود «قاعدة سميكة وإسفنجية وقشرة خبز مرتفعة». في عام 2016، كتبت آلي لازار في مجلة Saveur تعريفًا لأسلوب البيتزا المولدي:
[إنه] يتكون من عجينة عالية الارتفاع، يصل ارتفاعها عمومًا إلى 2 سم على الأقل، أو عجينة متوسطة الارتفاع (نصف عجينة) يصل ارتفاعها إلى حوالي 1.5 سم، وتطهى في... نعم، مقلاة. إنه يشبه خبز الفوكاتشيا حيث أن القشرة والعجين الداخلي لهما نفس الملمس السميك والإسفنجي. عندما تعد بشكل صحيح، فإن القاعدة لها أزمة قوية والجزء العلوي يفيض بكمية صغيرة من الصلصة والكثير من الجبن الفقاعي الذي يصبح مقرمشًا بشكل حالم في قاع المقلاة. نظرًا لأن البيتزا المولدية سميكة جدًا ومليئة بالجبن، فإن الشخص العادي يستهلك حوالي شريحتين فقط.
أحد أكثر أنماط البيتزا شيوعًا في البلاد هو ما يسمى بالبيتزا على الحجر ( piedra تعني «حجر» بالإسبانية)، والتي بدأت تصبح شائعة في منتصف السبعينيات وخاصة في الثمانينيات. على عكس البيتزا المولدية، تتميز هذه البيتزا بقشرة رقيقة ومقرمشة وخالية من الفتات، وتخبز مباشرة على قاعدة فرن حجري وليس في مقلاة (ومن هنا جاء اسمها). وفقا للزار:
تحضر هذه الشريحة الخفيفة في فرن يعمل بالحطب أو بالغاز، وتأتي بقشرة رقيقة مقرمشة وطرية قليلاً. توزع كمية جيدة من صلصة الطماطم في الأعلى، بالإضافة إلى كمية صحية من الجبن والمكونات الطازجة. يعتبر الكثيرون هذا النوع من البيتزا أكثر حداثة، وقد قامت مطاعم البيتزا بتعديل مفهومها الأصلي لإضافة هذا النمط إلى ذخيرتها.
تتضمن معظم قوائم البيتزا مجموعات نكهات قياسية، بما في ذلك موزاريلا السادة التقليدية، الملقبة بموزا أو موسى؛ والنابوليتانا أو نابو ، مع «الجبن والطماطم المقطعة والثوم والزعتر المجفف وبعض الزيتون الأخضر»، ولا ينبغي الخلط بينها وبين البيتزا النابولية؛  كالابريزا، مع شرائح لونجانيزا؛ جامون إي مورونيس، مع شرائح لحم الخنزير والفلفل الحلو المشوي؛ بالإضافة إلى الإصدارات التي تحتوي على بروفولون، مع الأنشوجة، مع قلوب النخيل، أو مع بيضة مسلوقة مقطعة.
من التقاليد الفريدة في بوينس آيرس تناول البيتزا إلى جانب الفاينا (المعروفة في إيطاليا باسم فاريناتا)، وهي فطيرة مخبوزة مصنوعة من دقيق الحمص، وهي العادة التي انتشرت أيضًا إلى أوروغواي بسبب علاقاتها الثقافية الوثيقة بالمدينة. مثل البيتزا، تقدم الفاينا من قبل المهاجرين الإيطاليين، وخاصة سكان جنوة الذين استقروا في لا بوكا، ومن المحتمل أن يكون مزيج كلا الطبقين قد تطور في ذلك الحي الذي تقطنه الطبقة العاملة في أوائل القرن العشرين. وفقًا لأيمي بوث من بي بي سي، فإن «الملمس الكريمي الرقيق للفاينا يخفف من حموضة صلصة الطماطم ويخفف من الطعم الدهني للجبن».

#### فوجازاوفوجازيتا

فوجازيتا نموذجية، تتكون من قرصين من عجينة البيتزا مع الجبن في المنتصف والبصل في الأعلى، وهي رمز لمدينة بوينس آيرس والمطبخ الأرجنتيني

في فئة البيتزا المولدية، تشمل الإبداعات المحلية الأخرى الفوجازا الشهيرة ومشتقاتها الفوجازيتا أو الفوجازا كون كيسو، وهو مصطلح يختلف حسب مطعم البيتزا. الفوجازا - التي سميت على اسم الفوجاسا، الكلمة الجينوية للفوكاتشيا - هي بيتزا بدون جبن، وتتكون من قرص من العجين مغطى بالبصل؛ بينما تتكون الفوجازيتا من قرصين من عجينة البيتزا مع الجبن في المنتصف والبصل في الأعلى، ومن هنا جاء اسمها الأصلي الفوجازا كون كيسو ( 
). وفقًا لما ذكره لازار، فإن الفوجازيتا هي فوجازا مع «إضافة جبن موزاريلا في الأعلى»، في حين أن الفوجازيتا ريلينا ( الفوجازيتا المحشوة) «محشوة بجرعة زائدة من جبن موزاريلا كيسو دي بارا ومغطاة بالبصل الحلو الناعم».
يعود أصل الفوجازيتا إلى خوان بانشيرو، نجل الخباز الجينوي أغوستين بانشيرو، الذي حول شركة العائلة إلى أحد أول مطاعم البيتزا في بوينس آيرس، بانشيرو، والذي لا يزال يعمل حتى الآن. وفقًا للأسطورة، حاول خوان بانشيرو «إنقاذ خبز الفوكاشا الجينوفيزي الجاف الذي صنعه والده، وذلك بتقطيعه من المنتصف وحشوه بالجبن». فيما يتعلق بالمصطلح الصحيح لهذا الإبداع، أوضح الباحث خورخي داجوستيني: «بالمعنى الدقيق للكلمة، إنها fugazzeta ، لأن fugazza عبارة عن قرص من العجين مع البصل في الأعلى. أعتقد أن الارتباك أو الطرق المختلفة لتسمية البيتزا لها علاقة بالتغييرات والتحولات التي حدثت في الوصفات هنا. أضاف بانشيرو الجبن، ولهذا السبب أطلقوا عليها fugazzeta con queso بينما ما يقدمونه هو fugazzeta .» اليوم، تعتبر هذه البيتزا الأرجنتينية رمزًا لبوينس آيرس والمطبخ الأرجنتيني.

#### بيتزا دي كانشاأوبيتزا كانشيرا

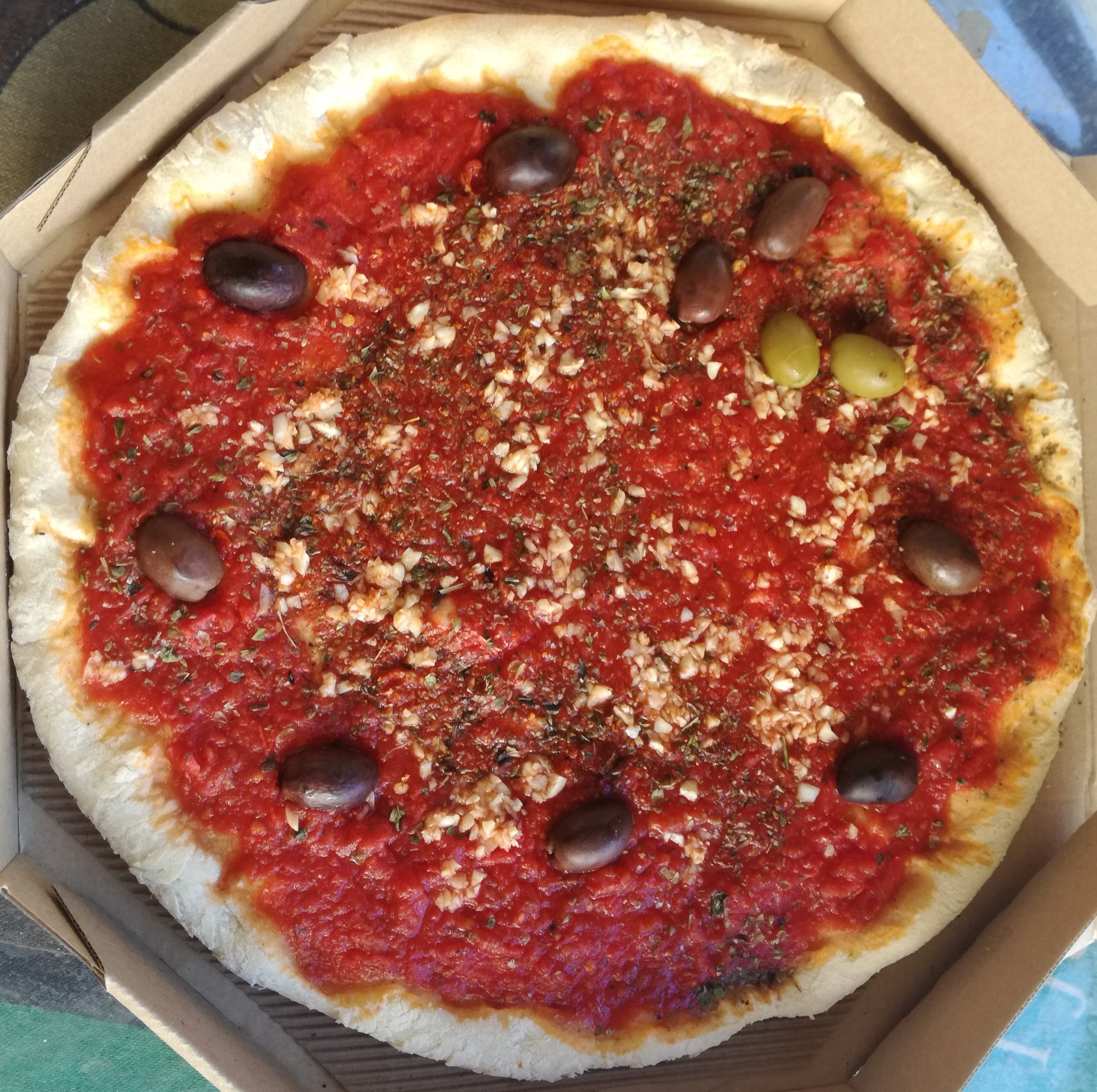
بيتزا دي كانشا (أو بيتزا كانشيرا) هي ابتكار محلي آخر، وهي عبارة عن نوع بدون جبن ومغطاة بصلصة طماطم متبلة بكثافة.

نوع آخر من البيتزا من أصل بوينس آيرس هو بيتزا دي كانشا، والمعروفة أيضًا باسم بيتزا كانشيرا، والتي تنتمي إلى نوع ميديا ماسا. نظرًا لأنه بيتزا خالية من الجبن، فقد وصفت بأنها «غريبة» و«شذوذ تام، ينفي كل ما نعرفه عن البيتزا الأرجنتينية». البيتزا دي كانشا «مغطاة بصلصة حمراء ومتبلة بكثافة بالثوم والبصل ورقائق الفلفل الأحمر غير الحار، على غرار ما تجده في المخابز في جميع أنحاء جنوب إيطاليا». اخترعت من قبل أوسكار فيانيني، مؤسس مطعم بيتزا أنجلين، أحد أقدم مطاعم البيتزا التقليدية في بوينس آيرس التي لا تزال تعمل ورمز حيها، فيلا كريسبو.
وُلِد فينياني كطعام شوارع رخيص، وكان يبيع شرائح من هذه البيتزا في الشارع خارج ملعب نادي أتلانتا عندما كانت هناك مباراة، ومن هنا جاء اسمه ( كانشا تعني «ملعب كرة القدم» أو «الاستاد» في الأرجنتين). هناك روايات أخرى تزعم أن بيتزا دي كانشا أُنشئت في ملعب آخر، بما في ذلك تلك التي تنتمي إلى أرجنتينوس جونيورز أو بوكا جونيورز. كانت البيتزا تُعرف أيضًا باسم بيتزا دي تاتشو (كلمة إسبانية تعني «سلة المهملات»)، في إشارة إلى الحاوية المعدنية التي كان الباعة الجائلين يحملونها مكدسة فيها. عادةً ما يكون قطرها أكبر من أنواع البيتزا الأرجنتينية الأخرى، حيث سمح هذا في الأصل لبائعي الشوارع ببيع المزيد من الشرائح.

### أنماط أخرى متاحة في البلاد
أصبحت أنماط أخرى من البيتزا إلى جانب البيتزا الأرجنتينية شائعة في بوينس آيرس، مثل البيتزا على طراز نيويورك، والبيتزا النابولية (والهجينة من هذا النمط مع البيتزا الأرجنتينية)، أو البيتزا المشوية (بالإسبانية: pizza a la parrilla ). في عام 2022، قاموا باختيار Ti Amo، وهو مطعم بيتزا متخصص على الطراز النابولي يقع في مدينة أدروغي، مقاطعة بوينس آيرس، كواحد من أفضل 50 مطعم بيتزا في العالم وفقًا للدليل الإيطالي 50 Top Pizza، والذي يختار كل عام أفضل 100 مطعم بيتزا في القطاع على مستوى العالم. ظهر Ti Amo مرة أخرى كواحد من أفضل مطاعم البيتزا في العالم وفقًا لجوائز أفضل بيتزا 2023، مع ظهور مطعم بيتزا آخر في البلاد أيضًا: Eléctrica، من بوينس آيرس، والذي يقدم أسلوبًا معاصرًا للبيتزا.

## التاريخ

### 1870–1930: أصول الهجرة الإيطالية

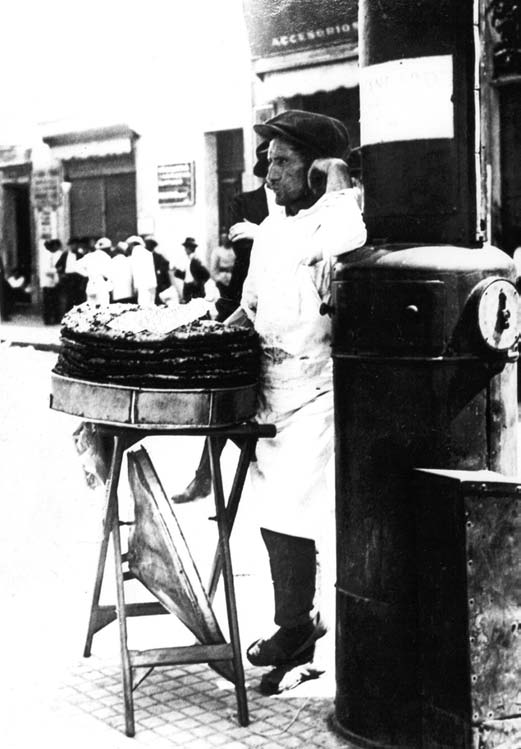
المهاجر الجينوي ريكاردو رافاديرو يبيع البيتزا في شوارع بوينس آيرس، أواخر القرن التاسع وأوائل القرن العشرين

يرتبط تاريخ البيتزا الأرجنتينية ارتباطًا وثيقًا بتاريخ مدينة بوينس آيرس. قدم الطبق إلى البلاد في أواخر القرن التاسع عشر من قبل المهاجرين الإيطاليين، وخاصة أولئك من أصل جنوة، الذين وصلوا إلى بوينس آيرس واستقر معظمهم في حي الميناء من الطبقة الدنيا لا بوكا. بين أواخر القرن التاسع عشر وأوائل القرن العشرين، كانت بوينس آيرس موقعًا لموجة هجرة أوروبية أوسع نطاقًا، فأصبحت مدينة عالمية عظيمة وغيرت عادات سكانها. وصل حوالي 3 ملايين إيطالي إلى ميناء بوينس آيرس بين عامي 1870 و1920، وهو ما يمثل ما يقرب من ثلثي إجمالي الهجرة في تلك الفترة. ونتيجة لذلك، أدت الهجرة الإيطالية إلى تغيير الثقافة الأرجنتينية بشكل جذري، وخاصة ثقافة المدينة، ويمكن العثور على تأثيرها في جوانب مثل لغتها أو مطبخها. بدأت البيتزا كما نعرفها اليوم - بالعجين المخمر وصلصة الطماطم وأحيانًا الجبن، لأنها كانت باهظة الثمن - تُباع كطعام شوارع للطبقة الدنيا في نابولي في القرن التاسع عشر؛ وكان المصطلح لعدة قرون اسمًا عامًا في المنطقة لأنواع مختلفة من العجين المسطح مع التوابل أو الحشوات. كانت هناك إصدارات حلوة ولذيذة من البيتزا - كما هو موثق في كتاب La scienza in cucina e l'arte di mangiar bene (1891) من تأليف Pellegrino Artusi - على الرغم من أن الأخير هو الذي سافر إلى الأرجنتين وأصبح مشهورًا.
ليس من المعروف على وجه التحديد متى أو كيف وصلت البيتزا من نابولي إلى بوينس آيرس. عند الكتابة عن أصول الطبق في العاصمة الأرجنتينية، يلاحظ المؤرخ هوراسيو جوليو سبينيتو أن الحالات الموثقة الأولى تتعلق بالمهاجر النابولي نيكولا فاكاريزا - الذي صنع أول فاينا في البلاد في فرن البيتزا الخاص به في لا بوكا عام 1882 وريكاردو رافاديرو، وهو مهاجر من جنوة كرس نفسه لبيع البيتزا في الشوارع، والتي وضعها مكدسة داخل «صندوق» معدني ركبه على حوامل خشبية. ومع ذلك، أشارت صحيفة لا ناسيون في عام 2023 إلى أن قصة فاكاريزا ليست حقيقية ولكنها في الواقع نشأت من قصة خيالية نُشرت في التسعينيات، ومنذ ذلك الحين استشهد بها بشكل خاطئ في الكتب والعديد من المقالات الصحفية، مما أدى بمرور الوقت إلى تغيير اسم القصة إلى البيتزا.
وأشارت صحيفة لا ناسيون إلى أنه على الرغم من «عدم وجود دليل يدعم قصة [فاكاريزا]، لا في نسخة الفاينا ولا في نسخة البيتزا [...]، فإن القصة الأولية صحيحة في شيء واحد: في بوينس آيرس، بيعت الفاينا أولاً». وبحلول عام 1893، كان يباع هذا الطبق في شوارع لا بوكا وفي متجر المهاجر الجينوي سانتو باتيفورا؛ وعندما عاد باتيفورا إلى جنوة، ترك العمل في أيدي صهره، أنطونيو بيكاردو، المعروف باسم «تونين»، الذي جعله ينمو ويكتسب شهرة تحت هذا الاسم. في عام 1893 أيضًا، افتتح المهاجر الجينوي أغوستين بانشيرو مخبزه في لا بوكا، حيث ابتكر لاحقًا، وفقًا للأسطورة، معجنات فوجاتزا كون كيسو الشهيرة. في عام 1896، أفاد الصحفي ماركوس أريدوندو أن بيع الفاينا في الشوارع في لا بوكا «كان بالفعل كلاسيكيًا». بدأ بيع فاينا لاحقًا في سوق أباستو وفي باسيو دي خوليو (شارع أليم الحالي).
منذ تقديمها، أصبحت البيتزا طبقًا رئيسيًا شائعًا على مر السنين، كما يتضح من إدراج وصفة «بيتزا عائلية» في كتاب طبخ عام 1914 من تأليف فرانسيسكو فيجويردو. ما يُعرف اليوم بالنمط النموذجي للبيتزا الأرجنتينية - والذي يتميز بقشرة سميكة وكمية كبيرة من الجبن - نشأ عندما وجد المهاجرون الإيطاليون الفقراء وفرة أكبر من الطعام في الأرجنتين المزدهرة آنذاك، مما دفعهم إلى تحويل الطبق المتواضع في الأصل إلى وجبة أثقل بكثير مناسبة للطبق الرئيسي. يُعرف هذا الأسلوب باسم بيتزا دي مولدي (وهي كلمة إسبانية تعني «بيتزا في المقلاة»)، والتي ظهرت بسبب عدم وجود أفران بيتزا في المدينة، لذلك لجأ الخبازون إلى خبزها في المقالي. نظرًا لاستخدامهم أطباق المخابز، كانت البيتزا الأرجنتينية في البداية مربعة أو مستطيلة، وهو الشكل المرتبط بعشرينيات القرن العشرين والذي لا يزال قائمًا في بعض مطاعم البيتزا الكلاسيكية، وخاصة بيتزا الخضار أو الفوجازيتا أو الفوجازاس.

### 1930–1950: التحول إلى أيقونة

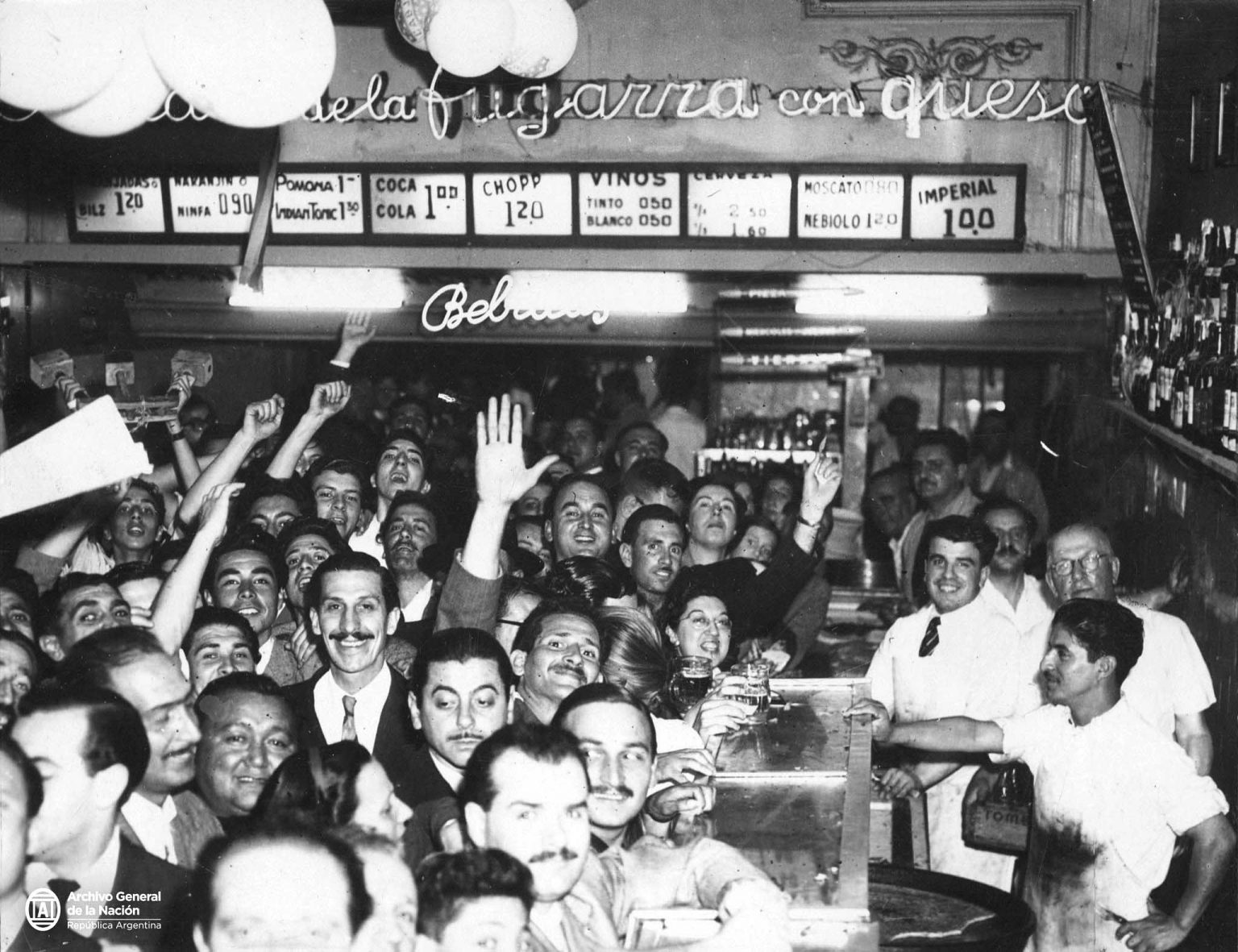
منظر لمطعم البيتزا الشهير Banchero في لا بوكا، ثلاثينيات وأربعينيات القرن العشرين

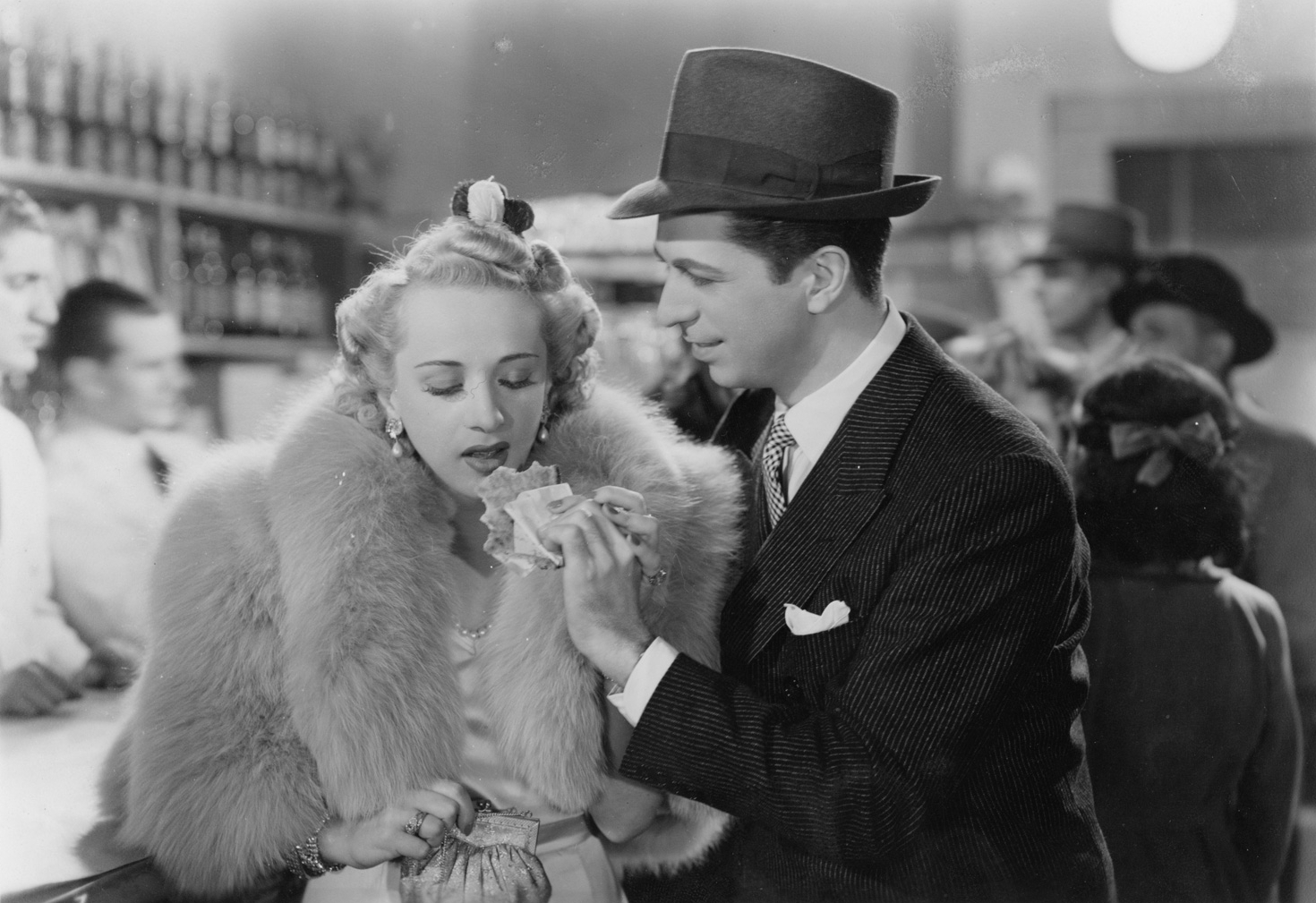
في الفيلم الكوميدي إيزابيليتا لعام 1940، تنغمس فتاة أرستقراطية تلعب دورها بولينا سينجرمان في ثقافة الطبقة العاملة في بوينس آيرس، حيث كانت البيتزا أحد جوانبها المميزة.

في ثلاثينيات القرن العشرين، تسبب الكساد الكبير في تغيير السياسة الاقتصادية للبلاد، والتي تحولت إلى التصنيع البديل للواردات لتزويد السوق المحلية وتوليد فرص العمل. أدى إنشاء صناعات جديدة في بوينس آيرس إلى تعزيز الموقف المهيمن للمدينة وتسبب في تدفق الهجرة الداخلية التي حلت محل الهجرة الأوروبية السابقة، والتي كانت تتألف من أشخاص من المقاطعات الذين انضموا إلى المدينة كعمال صناعيين . ونتيجة لذلك، خضع التركيب الاجتماعي للمدينة وثقافتها الشعبية لتغييرات كبيرة، مما أثر مرة أخرى على تاريخ البيتزا الأرجنتينية.
وُصفت ثلاثينيات القرن العشرين بأنها «العصر الذهبي» للبيتزا الأرجنتينية، فضلاً عن كونها الوقت الذي «ولدت فيه البيتزا كمكان تذوقي ومؤسسة». شهدت مدينة بوينس آيرس تطورًا حضريًا كبيرًا خلال العقد، بما في ذلك توسيع شارع كورينتس في عام 1936. دخل الشارع فترة من الروعة وكان مليئًا بالمسارح والمطاعم، بما في ذلك العديد من مطاعم البيتزا الشهيرة التي لا تزال تعمل حتى اليوم وتعتبر كلاسيكية، مثل Güerrín وLas Cuartetas وEl Cuartito وAngelín. خلال هذا الوقت، رسخت مطاعم البيتزا مكانتها كواحدة من أكبر الأماكن للتواصل الاجتماعي للطبقات العاملة في المدينة، كما رسخ المزيج الشعبي بين البيتزا والفاينا، لأن أهل جنوة كانوا يبيعونها عند مخارج مباريات كرة القدم. وفقًا للكاتب إجناسيو شوركو، خلال ثلاثينيات وأربعينيات القرن العشرين، أصبحت بوينس آيرس «مدمنة على البيتزا».
يمكننا أن نرى بداية هذا الطفرة غير المسبوقة في صناعة البيتزا في عام 1931. في ذلك العام، بدأت لوحات الإعلانات في الظهور في تونين تدعو الناس لتجربة البيتزا على الطريقة النابولية، وأصدرت شركة RCA Victor أغنية «Fainá y pizza» للموسيقي كليتو مينوكيو، وظهرت فئة «fainá وبيتزا» لأول مرة في Anuario Kraft الشهير، وهو دليل تجاري وصناعي سنوي. كان هناك 11 منشأة في القائمة، 2 منها تقع في لا بوكا، و2 في باراكاس، و1 في مونسيرات، و1 في كونغريسو، و3 في كونستيتوسيون، و1 في أباستو، وأخرى على الحدود الحالية بين بالفانيرا وريكوليتا. علاوة على ذلك، ظهرت في عام 1931 وصفة للبيتزا الحديثة لأول مرة في كتاب طبخ أرجنتيني: في El arte culinario. tratado de cocina Universal، يقدم كارلوس سبريانو وصفة بيتزا لا نابوليتانا، مع العجينة المرتفعة وصلصة الطماطم والموزاريلا.

في عام 1932، كشف سجل كرافت عن نمو مفاجئ في القطاع، حيث أدرج 45 «مطعم فاينا وبيتزا» منتشرة في جميع أنحاء المدينة. وفقًا لصحيفة لا ناسيون، «يُشار إلى عام 1932 أيضًا باعتباره عام وصول، أو على الأقل أول الإشارات الموثقة، لبعض مطاعم البيتزا التاريخية الحالية مثل جورين وبانشيرو ولاس كوارتيتاس. في عام 1934، أٌضيفت إل كوارتيتو؛ وفي عام 1935، لا أمريكانا؛ وفي عام 1938، أنجلين.» وبحلول الأربعينيات من القرن العشرين، أصبح من الواضح أن البيتزا كانت ظاهرة راسخة ودائمة في المدينة. في مقال نُشر عام 1949 وركز على التفاعل الاجتماعي في مطاعم البيتزا في بوينس آيرس، كتب الصحفي ورسام الكاريكاتير لويس جيه ميدرانو:
إن الخصائص النموذجية التي ميزت التطور السياسي لبلدنا حتى سنوات قليلة مضت معروفة جيداً للجميع. كانت الأمة في حالة اضطراب دائم بسبب الصراع بين حزبين سياسيين عظيمين كانا يتنازعان بشدة على امتياز حكم الشعب الأرجنتيني... ولكن ما يهم تعليقنا حقاً هو، في المقام الأول، تذكير القارئ بمشكلة اجتماعية رهيبة، والتي كانت في تلك الأوقات وفي وقت كل انتقال دوري للسلطة تلقي بعباءتها السوداء من الألم على قطاع واسع من الناخبين. لقد توقفت الإدارة الوطنية بأكملها عن ممارسة وظائفها تلقائيا لإفساح المجال لعدد مماثل من المواطنين المجتهدين الذين عادوا إلى مهامهم بطاقة متجددة بعد ستة أعوام أو أكثر من الانتظار.

 ومن السذاجة أن نعزو إلى الصدفة حقيقة أن الباعة الجائلين ظهروا في الحياة التجارية للبلاد في ذلك الوقت، في البداية على نحو خجول، ثم ظهروا بعد ذلك، وبقوة مدهشة، مؤسسات تبيع طعاماً شهياً كان قبوله من قِبَل الجمهور يعني في نهاية المطاف ثورة حقيقية: البيتزا. (...)
كان من الصعب على أولئك الذين حاولوا إنكار حقيقة أن الموظفين المسرحين هم الذين أنجبوا مطاعم البيتزا أن يرفضوا الفرضية القائلة بأن هذه الأعمال الرائعة مدينة بعظمتها ودافعها الأولي لتلك الكتلة من المواطنين الكادحين الذين وضعتهم هيمنة السياسة إما في سعادة مزدهرة أو في أشد حالات البؤس. (...)
في منتصف النهار، كان العامل التعيس، بقدميه الممزقتين، يقوم بحساب ميزانه اليومي على طاولة البار، ليتأكد في نهاية العمليات البسيطة من أن الموارد، التي كانت تعسفية إلى حد كبير، لم تسمح له إلا بغمس ثلاثة ميديالونا في فنجان من القهوة مع الحليب.

 وغني عن القول إن هذه الحياة كانت تجلب معها عواقب معنوية سيئة لعدد كبير من المواطنين... في تلك اللحظة ظهر على الساحة الغذائية الوطنية الطعام السحري واللذيذ، والذي مقابل بضعة فلس، يترك في المعدة الإحساس الأقرب إلى الغداء. وبفرحة طبيعية، وجد الموظف السابق طريقة لتجاوز الانتظار المؤلم وهو يتناول طعامًا أفضل ويعيش في جو أكثر متعة، حيث تعاطف في البداية ثم أصبح مولعًا بمطعم البيتزا. لقد أصبح من أبناء الرعية الملتزمين وفي نهاية المطاف أصبح صديقًا للمالك، الذي وضع بغيرة خلف ماكينة تسجيل المدفوعات التي أصبحت أكثر لمعانًا وأثقل وزنًا وأكثر تكلفة مع كل فصل دراسي...

### 1950-حتى الآن: التطورات الأحدث
في منتصف سبعينيات القرن العشرين وخاصة في ثمانينيات القرن العشرين، أصبحت البيتزا الرقيقة المصنوعة من الحجر شائعة كبديل للبيتزا التقليدية الثقيلة في المدينة. في عام 2011، ذكرت هيئة الإذاعة البريطانية (بي بي سي) أن مطاعم البيتزا «تخوض تحديًا قويًا لتصبح الخيار الأكثر شعبية في مجال الطعام» في بوينس آيرس و«يمكن أن تتفوق على عدد مطاعم شرائح اللحم في العامين المقبلين». كل عام منذ عام 2012، يقام «ماراثون البيتزا» المسمى Muza 5K في بوينس آيرس، حيث يزور المشاركون سلسلة من مطاعم البيتزا في Avenida Corrientes التي تقدم بيتزا موتزاريلا دي مولدي النموذجية بالشريحة ثم يصوتون على أفضل بيتزا في الدائرة.

## الفهرس
- Pizzerías de valor patrimonial de Buenos Aires (PDF) (بالإسبانية). Buenos Aires: Dirección General Patrimonio e Instituto Histórico. Gobierno de la Ciudad de Buenos Aires. 2008. ISBN:978-987-244-348-1. Archived from the original (PDF) on 2018-09-07. Retrieved 2022-12-10.